# Josef Hanauer
Josef Hanauer (* 15. März 1913 in Putzhof; † 2. Dezember 2003 in Regensburg) war ein römisch-katholischer Pfarrer und Publizist.
Josef Hanauer studierte Katholische Theologie und wurde am 19. März 1938 zum Priester geweiht. Er wurde später mit einer kirchengeschichtlichen Arbeit promoviert.
Am 1. April 1938 begann Hanauer als Kaplan in Eilsbrunn und ging dann am 16. März 1940 nach Hirschau. Kurz danach, am 22. April 1940 wurde er zum Kriegsdienst eingezogen. Nach seiner Entlassung aus der Kriegsgefangenschaft am 27. Juni 1945 ging er wieder zurück nach Hirschau. Ab 16. Juli 1947 war er Expositus in Bubach am Forst (heute ein Ortsteil von Holzheim am Forst). Am 1. September 1955 wurde er Religionslehrer am Alten Gymnasium am Ägidienplatz in Regensburg, das 1962 als Albertus-Magnus-Gymnasium (AMG) einen Neubau im Stadtwesten bezog. Am 1. August 1975 ging er als Studiendirektor am AMG in den Ruhestand.
Publizistisch trat Hanauer an die Öffentlichkeit, als er die Zeugnisse über die Resl von Konnersreuth studierte und 1967 im Selbstverlag sein erstes Buch darüber veröffentlichte. Er verfasste zahlreiche Bücher, die sich kritisch mit dem Phänomen sogenannter Wunder- bzw. Marienerscheinungen auseinandersetzen. 
Des Weiteren beschäftigte er sich als Heimatforscher mit der Geschichte des Marktes Eslarn.

## Veröffentlichungen (Auswahl)
- Der Exorzist Johann Joseph Gaßner 1727–1779. Eine Monographie, Bubach a. F. 1949
- Konnersreuth als Testfall. München: Manz, 1972
- Fatima. Bad Honnef: Bock und Herchen, 1979
- Der stigmatisierte Pater Pio von Pietrelcina. Bock und Herchen, Bad Honnef 1979, ISBN 3-88347-041-4
- Die stigmatisierte Seherin Anna Katharina Emmerick. Bock und Herrchen, Bad Honnef 1979, ISBN 3-88347-042-2
- Der Schwindel von Konnersreuth. Ein Skandal ohne Ende? Regensburg 1989 [Selbstverlag]
- Heimatbuch der Marktgemeinde Eslarn, Ost-Oberpfälzer Wald. Eslarn: Marktgemeinde Eslarn, 1990
- Die bayerischen Kurfürsten Maximilian I. und Ferdinand Maria und die katholische Restauration in der Oberpfalz. Regensburg: Verein für Regensburger Bistumsgeschichte, 1993
- Konnersreuth. Aachen: Fischer, 1994
- „Muttergottes-Erscheinungen“. Aachen: Fischer, 1996
- „Konnersreuth“ oder ein Fall von Volksverdummung. Aachen: Fischer, 1997
- Wahrhaftigkeit und Glaubwürdigkeit in der katholischen Kirche. Der Fall Konnersreuth, Fischer, Aachen 1999, ISBN 3-89514-224-7
- Das „Dritte Geheimnis von Fatima“ kommentiert und demaskiert, Regensburg 2001.
- Wunder oder Wundersucht? Erscheinungen, Visionen, Prophezeiungen, Besessenheit Fischer, Aachen 1991, ISBN 3-927854-70-0